# Federspiel (Familienname)
Federspiel ist ein deutscher Familienname.

## Herkunft und Bedeutung
Federspiel ist ein Berufsübername, zu mittelhochdeutsch vëderspil mit der Bedeutung „zur Vogelbeize abgerichteter Vogel“, z. B. Falke, Sperber, oder Habicht, für den Falkner.

## Namensträger
- Annegine Federspiel (1954–2009), dänische Schauspielerin
- Ben Federspiel (* 1981), luxemburgischer Fußballspieler
- Birgitte Federspiel (1925–2005), dänische Schauspielerin
- Claudia Federspiel (1935–2007), Schweizer Schauspielerin
- Daniel Federspiel (* 1987), österreichischer Radsportler
- Ejner Federspiel (1896–1981), dänischer Schauspieler
- Johannes Baptist Anton von Federspiel (1708–1777), Bischof von Chur
- Johannes Ulrich von Federspiel (1739–1794), Südtiroler Impresario und Schriftsteller, siehe Johannes Ulrich von Federspill
- José Federspiel, eigentlicher Name von Damos (* 1977), Schweizer Künstler und Musiker
- Jürg Federspiel (1931–2007), Schweizer Schriftsteller
- Maurus Federspiel (* 1974), Schweizer Schriftsteller
- Krista Federspiel (* 1941), österreichische Journalistin
- Per Federspiel (1905–1994), dänischer Politiker
- Pia Meyer-Federspiel (1929–2016), Schweizer Künstlerin
- Rudolf Federspiel (* 1949), österreichischer Politiker
- Ulrich von Federspiel (1657–1728), Schweizer Geistlicher, Bischof von Chur
- Ulrik Federspiel (* 1943), dänischer Geschäftsmann und Diplomat